# Sanchezia fosteri
Sanchezia fosteri är en akantusväxtart som beskrevs av Wassh.. Sanchezia fosteri ingår i släktet Sanchezia och familjen akantusväxter. Inga underarter finns listade i Catalogue of Life.